# Atriplex acutibractea
Atriplex acutibractea är en amarantväxtart som beskrevs av R. H. Anderson. Atriplex acutibractea ingår i släktet fetmållor, och familjen amarantväxter. Inga underarter finns listade i Catalogue of Life.